# سالي كوبر
سالي كوبر (12 أكتوبر 1978 - ) (بالإنجليزية: Sally Cooper)‏ هي لاعبة كريكت أسترالية. شاركت مع منتخب أستراليا الوطني للكريكت. أما مع النوادي، فقد لعبت مع Queensland Fire ‏.

## وصلات خارجية
- سالي كوبر على موقع إي آس بي آن كريك إنفو (الإنجليزية)